# Glochidion temehaniense
Glochidion temehaniense är en emblikaväxtart som beskrevs av John William Moore. Glochidion temehaniense ingår i släktet Glochidion och familjen emblikaväxter. IUCN kategoriserar arten globalt som livskraftig. Inga underarter finns listade i Catalogue of Life.